# 袁克文
袁克文（1890年7月16日—1931年3月22日），字豹岑，别署寒云，河南項城人，生於朝鮮國漢城，文學家，青幫大老、昆曲名票，父為袁世凱。一生詩酒風流，故被稱為民國四公子之一。

## 简述
中华民国大总统袁世凯的次子，由其三姨太新安东金氏（朝鲜国人）生于朝鲜汉城（今首爾）。长兄袁克定。袁克文师从方尔谦，熟读四书五经、八比文，精通书法、绘画，頗能诗词歌赋，还极喜收藏书画、古玩等。后因妻妾成群，生活依然放浪不羁，又反对袁世凯称帝，触怒其父，逃往上海，與袁世凱秘書步翔棻（字章五）一起加入青帮，靈前孝祖由師兄代收，與步翔棻一起成為興武六大字班人物，并在上海、天津等地开香堂广收门徒。1931年病逝于天津。

## 妻妾子女
除元配妻子刘梅真外，他还娶了五个姨太太，她们是：情韵楼、小桃红、唐志君、于佩文、亚仙。 
4子3女，袁家嘏（母劉梅真）、家彰（母劉梅真），家骝、家骥，女家华、家宜、家藏。家骝曾留学美国。家嘏1961年死去。三子袁家騮為有名高能物理學家，家騮之夫人吳健雄也是核物理學家。

## 作品
袁克文有詩文傳世，亦喜愛名人故事，曾作《紀曉嵐小傳》，另亦喜研究蒐集葉子戲資料，撰有《雀谱》一卷，由余大雄作序，又编《叶子新书》，登载在《半月》杂志上，另還有《沿革表》、《角戏志》、《鴛鴦局圖經》。他說：“得明代叶子一局，从而略窥古法，复搜集天津、丹徒、临沂、歙县诸地之叶子，附以雀牌，作《沿革表》，纪其嬗变，作《角戏志》，疏其法例，合为一编，命曰《叶子新书》。戏虽无益，亦一代之文物也。”
袁克文除了讲清末民初内幕的《辛丙秘苑》以外，另有《洹上私乘》和《圭塘倡和诗》等著作。

### 《黃河篇》
黃河遠上接星河，高掀銀浪下蒼波。天風吹塵寒四極，鬼母一笑驅千魔。壯士嗚咽拔劍起，戰場夜哭聞新鬼。風雨腥寒雪未昏，射狼噬逐狐狸死。君不見錦帳紅燭照美人，帝城歌舞春色新。列筵長侍君王笑，燕姬越女爭嬌顰。又不見野殍縱橫餘斷骨，將軍未老征夫歿。瓊樓只乞夢溫柔，那知蒼生涕淚竭。嗚呼！獨來徬徨叩九閽，四海八荒斷新魂。何年一瀉龍門水，滌蕩中原萬千里。

### 《辛丙秘苑》
主要記載清宣统三年（1911年，辛亥年）到民國五年（1916年，丙辰年）之间的一些重大政治事件的內幕，比如吴禄贞遇刺、宋教仁命案、洪宪帝制前後等等。1919年写毕，1920年10月15日到1921年1月24日在上海《晶报》分期连载。